# Michele Navarra
Michele Navarra (it: miˈkɛːle naˈvarra; 5 de janeiro de 1905 - 2 de agosto de 1958) foi um médico e membro da máfia siciliana. Ele comandava a organização criminosa na cidade de Corleone, na Sicília. 

## Biografia
Navarra nasceu na cidade siciliana de Corleone em uma família de classe média. Seu pai era um pequeno proprietário de terras, agrimensor e professor na escola agrária local. Seu tio materno, Angelo Gagliano, era membro da Fratuzzi, como a máfia local era conhecida na época.
Navarra estudou na Universidade de Palermo, onde cursava medicina, formando-se em 1929. Serviu no Exército Real Italiano até 1942, alcançando a patente de capitão. Ele se tornou o chefe de Corleone em 1943.
De 1944 a 1948, quando assumiu o comando da Máfia na cidade, ocupou vários cargos-chave no estabelecimento de Corleone e possuía fortes vínculos políticos devido ao seu cargo elevado. Tornou-se conselheiro médico oficial da Ferrovie dello Stato Italiane (Ferrovias Estatais Italianas), que lhe foi oferecida quando, em concurso público, era o único candidato.
Após a invasão aliada da Sicília na Segunda Guerra Mundial em 1943, o Governo Militar Aliado dos Territórios Ocupados (AMGOT) concedeu a Navarra o direito de recolher os veículos militares abandonados pelo exército italiano. Navarra utilizou-os para abrir uma empresa de transporte rodoviário, o que foi vital para algumas de suas operações envolvendo roubo de gado. Em 1946, Navarra tornou-se o principal médico do hospital de Corleone depois que seu antecessor, Dr. Nicolosi, foi convenientemente assassinado.
Navarra usou seu posto como diretor do hospital para aumentar seu poder. Em Corleone, ainda se fala dos eleitores cegos de Navarra: no dia das eleições, centenas de homens e mulheres ficaram cegos; eles fingiram ter perdido a visão. Ele emitiu certificados atestando que eles eram cegos ou míopes e, portanto, tiveram de receber assistência no ato da votação, a fim de permitir que os homens de Navarra os acompanhassem até a cabine de e verificassem suas cédulas.
Por um tempo, Navarra simpatizou com o movimento separatista da Sicília, mas logo se juntou ao partido Democrata Cristão em 1948.

## Conflitos com Luciano Liggio
Entretanto, o seu antigo subordinado Luciano Liggio desenvolveu os seus próprios esquemas, independentemente de Navarra, como transporte, contrabando de gado roubado e comercialização da carne no mercado de Palermo. De 1953 a 1958, Corleone registrou 153 assassinatos relacionados à Máfia.
Conflitos de interesse entre os dois criminosos também surgiram sobre um plano para represar o rio Belic, perto da cidade. Aqueles que controlavam o abastecimento de água em todo o bairro de Corleone ressentiram-se do plano. Navarra representava os interesses daqueles que se opunham à barragem, enquanto Leggio era a favor da construção da barragem. Ele esperava ganhar o monopólio do trabalho de transporte em relação a sua construção.
Navarra elaborou um plano na intenção de assassinar Liggio em junho de 1958. Liggio foi convidado por Navarra para encontrá-lo em uma propriedade rural, mas em vez disso encontrou quinze homens armados, dos quais o mesmo escapou. Como a tentativa de assassinato de Navarra fracassou, Luciano Leggio decidiu eliminar Michele Navarra.

## Morte
Algumas semanas depois, em 2 de agosto de 1958, Navarra e um colega de faculdade,Giovanni Russo, foram mortos a tiros em uma estrada isolada enquanto voltavam para casa no Fiat 1100 de Navarra. O carro foi bloqueado na estrada por outros dois veículos, dos quais foram disparados 124 projéteis, 92 dos quais estavam alojadas em seu corpo. Os cartuchos encontrados foram de uma submetralhadora e de uma pistola automática calibre 6,35. Entre os supostos autores o estavam Bernardo Provenzano e Salvatore "Totò" Riina. O assassinato de Navarra deu origem a uma disputa violenta entre as facções "Navarra" e "Liggio", que terminou em 1963, quando a polícia fez inúmeras prisões na área. Vários anos depois, com sentença proferida em 1970, Liggio, então fugitivo, foi condenado a prisão perpétua pelo assassinato de Navarra e Russo.